# Marcelo Azcárraga Palmero

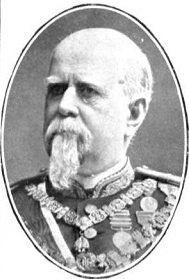

Marcelo Azcárraga y Palmero (* 4. September 1832 in Manila; † 30. Mai 1915 in Madrid) war ein spanischer General, Politiker und Ministerpräsident Spaniens (Presidente del Consejo de Ministros).

## Biografie

### Militärische Laufbahn, Restauration der Monarchie und Minister
Azcárraga Palmero, der Sohn des Generals José Azcárraga und einer philippinischen Mutter, absolvierte zuerst ein Studium der Rechtswissenschaften an der University of Santo Tomas, wo er auch erste Preise im Fach Mathematik verliehen bekam. Auf Wunsch seines Vaters ging er nach Beendigung des Studiums nach Spanien, wo er an der Militärakademie zum Offizier ausgebildet wurde und bald darauf schon zum Hauptmann befördert wurde. Im Juli 1856 nahm er auf Seiten von Leopoldo O’Donnell am Sturz von Baldomero Espartero teil. Anschließend wurde er Major im Generalstab, ehe er nach Kuba versetzt wurde. Danach nahm er 1861 bis 1862 sowie 1864 bis 1865 an Expeditionen in Mexiko und Santo Domingo teil. Nach der erfolgreichen Revolution von 1868 (La Gloriosa) stieg er innerhalb der Militärverwaltung bis zum Unterstaatssekretär im Kriegsministerium unter König Amadeus 1872 auf.
Als überzeugter Anhänger der Wiederherstellung der Monarchie (Restauración borbónica) trat er im Dezember 1874 für die Proklamation von Alfons XII. zum König ein. Anschließend wurde er nach seiner Beförderung zum Generalleutnant (Teniente General) Chef des Stabes der Armee und war in diesem Amt mit der Bekämpfung der Carlisten im Norden Spaniens betraut. Für seine militärischen Leistungen wurde ihm 1875 der Ehrenrang eines Feldmarschalls (Mariscal de Campo) ernannt.
Seine politische Laufbahn begann am 20. Januar 1876 mit der Wahl zum Abgeordneten des Parlaments (Congreso de los Diputados), in dem er jedoch nur für eine Wahlperiode als Mitglied der Liberal - Konservativen Partei (Partido Liberal - Conservador) bis April 1879 den Wahlkreis Castellón vertrat.
Im September 1878 war er während der Abwesenheit des Amtsinhabers für drei Wochen amtierender Kriegsminister (Ministro de Guerra) in der Regierung von Antonio Cánovas del Castillo. Während der Legislaturperiode 1879 bis 1880 war er als Vertreter der Provinz Castellón Mitglied des Senats. Im Dezember 1884 wurde er im Rahmen einer Nachwahl in der Provinz Navarra wieder zum Senator gewählt und gehörte anschließend dem Senat bis zum März 1885 an. In den folgenden Jahren war er Generalkapitän (Capitán General) der Provinzen Navarra und Valencia.
Am 5. Juli 1890 wurde er als Kriegsminister in die Regierung von Antonio Cánovas del Castillo berufen. Als solcher war er Mitglied von dessen Regierung bis zum 11. Dezember 1892. Durch Königliches Dekret wurde er wegen seiner politischen Verdienste am 27. Februar 1891 zum Senator auf Lebenszeit (Senador Vitalicio) ernannt. Zusätzlich war er von Februar bis März 1892 für einige Wochen aufgrund der Erkrankung des Amtsinhabers auch amtierender Marineminister (Ministro de Marina). Später war er vom 23. März 1895 bis zum 4. Oktober 1897 wieder Kriegsminister im Kabinett von Cánovas del Castillo.

### Dreimaliger Ministerpräsident und mehrfacher Senatspräsident
Nach dessen Tod wurde er am 8. August 1897 zunächst amtierender Ministerpräsident, ehe er am 21. August 1897 schließlich zum Ministerpräsidenten Spaniens (Presidente del Gobierno) ernannt wurde. Dieses Amt übte er allerdings auch nur im Rahmen einer Übergangsregierung aus und übergab die Regierungsgeschäfte schließlich am 4. Oktober 1897 an Práxedes Mateo Sagasta. Am 2. Oktober 1899 wurde er erneut Kriegsminister und gehörte in diesem Amt der Regierung von Francisco Silvela Le Vielleuze bis zum 18. Oktober 1900 an.
Als Nachfolger von Silvela Le Vielleuze übernahm er daraufhin am 23. Oktober 1900 wieder das Amt des Ministerpräsidenten. Dieses Amt übte er diesmal bis zu seiner Ablösung durch Sagasta am 6. März 1901 aus. Während seiner Amtszeit war er im Oktober 1900 auch für eine Woche wieder amtierender Marineminister. Danach wurde er am 17. Mai 1903 Präsident des Senats, nachdem er dieses Amt bereits de facto im November 1900 innegehabt hatte.
Am 16. Dezember 1904 löste er dann Antonio Maura Montaner als Ministerpräsident ab und bildete daraufhin bis zum 27. Januar 1905 sein drittes Kabinett. Während dieser Zeit übernahm er als Nachfolger von José Ferrándiz y Niño bis zum 6. Januar 1905 auch wieder das Amt des Marineministers.
Azcárraga Palmero wurde am 12. Mai 1907 wieder zum Präsidenten des Senats gewählt und übte das Amt diesmal bis zum 14. Juni 1910 aus. Zuletzt war er in der Legislaturperiode von 1911 bis 1914 aufgrund persönlichen Rechts (Derecho Propio) wieder Senator sowie vom 2. April 1914 bis zu seinem Tode wieder Präsident des Senats.
Für seine Verdienste wurde er 1904 auch mit dem Orden vom Goldenen Vlies (Orden del Toisón de Oro) ausgezeichnet. Daneben wurde ihm 1911 der Rang eines Generalkapitäns der Streitkräfte (Capitán General del Ejército) auf Lebenszeit verliehen.